# Damernas K-4 500 meter i kanotsport vid olympiska sommarspelen 2008
Damernas K-4 500 meter vid olympiska sommarspelen 2008 hölls på Shunyi Olympic Rowing-Canoeing Park i Peking. 

## Medaljörer
| Gren           | Guld                                                                         | Silver                                                          | Brons                                                              |
| K-4, 500 meter | Tyskland Fanny Fischer Nicole Reinhardt Katrin Wagner-Augustin Conny Waßmuth | Ungern Katalin Kovács Gabriella Szabó Danuta Kozák Nataša Janić | Australien Lisa Oldenhof Hannah Davis Chantal Meek Lyndsie Fogarty |

## Resultat

### Heat

#### Heat 1
| Placering | Idrottare                                                              | Land      | Tid      | Noteringar |
| --------- | ---------------------------------------------------------------------- | --------- | -------- | ---------- |
| 1         | Fanny Fischer, Nicole Reinhardt, Katrin Wagner-Augustin, Conny Waßmuth | Tyskland  | 1:33.912 | QF         |
| 2         | Xu Yaping, Zhong Hongyan, Yu Lamei, Liang Peixing                      | Kina      | 1:36.971 | QF         |
| 3         | Michele Eray, Carol Joyce, Nicola Mocke, Jennifer Hodson               | Sydafrika | 1:37.399 | QF         |
| 4         | Stefania Cicali, Alessandra Galiotto, Fabiana Sgori, Alice Fagioli     | Italien   | 1:37.436 | QS         |
| 5         | Shinobu Kitamoto, Ayaka Kuno, Mikiko Takeya, Yumiko Suzuki             | Japan     | 1:38.618 | QS         |

#### Heat 2
| Placering | Idrottare                                                                      | Land       | Tid      | Noteringar |
| --------- | ------------------------------------------------------------------------------ | ---------- | -------- | ---------- |
| 1         | Katalin Kovács, Gabriella Szabó, Danuta Kozák, Nataša Janić                    | Ungern     | 1:34.321 | QF         |
| 2         | Beata Mikołajczyk, Aneta Konieczna, Edyta Dzieniszewska, Dorota Kuczkowska     | Polen      | 1:36.497 | QF         |
| 3         | Lisa Oldenhof, Hannah Davis, Chantal Meek, Lyndsie Fogarty                     | Australien | 1:36.516 | QF         |
| 4         | Beatriz Manchón, Jana Smidakova, Sonia Molanes, Maria Teresa Portela           | Spanien    | 1:37.914 | QS         |
| 5         | Emilie Fournel, Karen Furneaux, Genevieve Beauchesne-Sevigny, Kristin Gauthier | Kanada     | 1:39.366 | QS         |

### Semifinal
| Placering | Idrottare                                                                      | Land    | Tid      | Noteringar |
| --------- | ------------------------------------------------------------------------------ | ------- | -------- | ---------- |
| 1         | Beatriz Manchón, Jana Smidakova, Sonia Molanes, Maria Teresa Portela           | Spanien | 1:37.172 | QF         |
| 2         | Shinobu Kitamoto, Ayaka Kuno, Mikiko Takeya, Yumiko Suzuki                     | Japan   | 1:37.449 | QF         |
| 3         | Stefania Cicali, Alessandra Galiotto, Fabiana Sgori, Alice Fagioli             | Italien | 1:37.887 | QF         |
| 4         | Emilie Fournel, Karen Furneaux, Genevieve Beauchesne-Sevigny, Kristin Gauthier | Kanada  | 1:38.224 |            |

### Final
| Placering | Idrottare                                                                  | Land       | Tid      | Noteringar |
| --------- | -------------------------------------------------------------------------- | ---------- | -------- | ---------- |
|           | Fanny Fischer, Nicole Reinhardt, Katrin Wagner-Augustin, Conny Waßmuth     | Tyskland   | 1:32.231 |            |
|           | Katalin Kovács, Gabriella Szabó, Danuta Kozák, Nataša Janić                | Ungern     | 1:32.971 |            |
|           | Lisa Oldenhof, Hannah Davis, Chantal Meek, Lyndsie Fogarty                 | Australien | 1:34.704 |            |
| 4         | Beata Mikołajczyk, Aneta Konieczna, Edyta Dzieniszewska, Dorota Kuczkowska | Polen      | 1:34.752 |            |
| 5         | Beatriz Manchón, Jana Smidakova, Sonia Molanes, Maria Teresa Portela       | Spanien    | 1:35.366 |            |
| 6         | Shinobu Kitamoto, Ayaka Kuno, Mikiko Takeya, Yumiko Suzuki                 | Japan      | 1:36.465 |            |
| 7         | Michele Eray, Carol Joyce, Nicola Mocke, Jennifer Hodson                   | Sydafrika  | 1:36.724 |            |
| 8         | Stefania Cicali, Alessandra Galiotto, Fabiana Sgori, Alice Fagioli         | Italien    | 1:36.770 |            |
| 9         | Xu Yaping, Zhong Hongyan, Yu Lamei, Liang Peixing                          | Kina       | 1:37.418 |            |